# Vargha Pál (atléta)
Vargha Pál (Magyarország, Budapest, 1878–1918) magyar olimpikon, az  atlétika  sportágaiban helyezetlen lett. Az első világháborúban vesztette életét.

## Sportegyesülete
A Budapesti EAC (BEAC) majd a Magyar AC (MAC), a Magyar Atlétikai Club keretében versenyzett.

## Magyar atlétikai bajnokság
- A 6., az 1901-es magyar atlétikai bajnokságon 110 méteres gátfutásban (18,6 sec) aranyérmes (BEAC).
- A 9., az 1904-es magyar atlétikai bajnokságon távolugrásban (644 cm), valamint 110 méteres gátfutásban (17,5 sec) aranyérmes (BEAC).

### 2007-ig a magyar
- távolugrás örök-ranglistáján 25 társával együtt a 7. helyen van, egyszer lett magyar bajnok.
- 110 méteres gátfutás örök-ranglistáján 5 társával együtt a 10. helyen van, 2-szer lett magyar bajnok.

### Legjobb eredményei
- 1904-ben távolugrásban (6,75 m)
- 1905-ben 110 gátfutásban (16,8 sec)

### Olimpiai játékok
1906. évi nyári olimpiai játékok atlétikai sportágaiban: 110 gátfutás, távolugrás (10. - 5,97 m), gerelyhajítás (11. - 38,75 m), ötpróba (22.) indult.

## Emlékezete
A Magyar Atletikai Club kétnapos Hősök emlékversenyén a 110 m-es gátfutás győztese -  Jávor (MTK) 16.1 mp - kapta Varga Pál-emlékverseny díját.

## Külső hivatkozások
- Vargha Pál. huszadikszazad.hu. (Hozzáférés: 2015. szeptember 8.)
- Vargha Pál. arakatletika.hu. (Hozzáférés: 2015. szeptember 8.)[halott link]
- Vargha Pál. arakatletika.hu. (Hozzáférés: 2015. szeptember 8.)
- Vargha Pál. kerszoft.hu. (Hozzáférés: 2015. szeptember 8.)